# لويز إليري
لويز إليري (بالإنجليزية: Louise Ellery)‏ هي منافسة ألعاب القوى أسترالية، ولدت في 4 يناير 1977 في بورت مورسبي في بابوا غينيا الجديدة.

## روابط خارجية
- لويز إليري على موقع النتائج التاريخية لألعاب القوى الأسترالية (الإنجليزية)
- لويز إليري على موقع Paralympic.org (الإنجليزية)
- لويز إليري على موقع IPC.InfostradaSports.com (مؤرشف) (الإنجليزية)
- لويز إليري على موقع اللجنة البارالمبية الأسترالية (الإنجليزية)
- لويز إليري على موقع اتحاد ألعاب الكومنولث (مؤرشف) (الإنجليزية)